# Zemplínska Široká
Zemplínska Široká (in ungherese Kráskarebrény) è un comune della Slovacchia facente parte del distretto di Michalovce, nella regione di Košice.